# Emiliano de Cízico
Emiliano de Cízico o Emiliano de Armenia (f.820) fue un obispo y confesor bizantino, que murió en el exilio, por lo que es considerado un santo mártir por las iglesias Católica y Ortodoxa. Su fiesta litúrgica se conmemora el 8 de agosto, pero también el 8 de enero.

## Hagiografía
Emiliano era un monje del monasterio que el Patriarca de Constantinopla, Tarasio, erigió en la región del Bósforo.
Fue ordenado obispo de Císico en el 787, sucediendo al Metropolita Nicolás. Císico era una ciudad de la división eclesiástica del Helesponto (actual Turquía), en el Imperio Bizantino.
Asistió al sínodo de Constantinopla, en el 815, en el cual el emperador León V, reconocido iconoclasta, exhortó a los obispos ortodoxos a no adorar imágenes, por lo que Emiliano y otros obispos se le rebelaron.
León V ordenó su exilio y decretó la iconoclastia en toda la región. Así mismo, la sede de Císico quedó vacante en el 815.
Emiliano murió en un lugar y fechas indeterminados en el exilio, aunque algunas fuentes afirman que murió en el 820.